# Oxytropis linczevskii
Oxytropis linczevskii är en ärtväxtart som beskrevs av Nikolai Fedorovich Gontscharow. Oxytropis linczevskii ingår i släktet klovedlar, och familjen ärtväxter. Inga underarter finns listade i Catalogue of Life.